# Arc i passadís de l'antiga Sagrera
L'Arc i passadís de l'antiga Sagrera és una obra de Seva (Osona) inclosa a l'Inventari del Patrimoni Arquitectònic de Catalunya.

## Descripció
Passadís situat al costat de la casa de la vila, té 9 metres de llarg per 3 d' amplada. Conforma una volta d'arc rebaixat de totxana vista, sustentat per dues grans pedres, una ampliació de l'actual casa de la vila.

## Història
Dit passadís, forma part i n' és l' únic de l'antiga sagrera de Seva.